# Liste von Terroranschlägen im Jahr 1990
Die Liste von Terroranschlägen im Jahr 1990 enthält eine unvollständige Auswahl von Terroranschlägen, die im Jahr 1990 passierten. Attentate werden gesondert in der Liste bekannter Attentate behandelt. Die Liste von Sprengstoffanschlägen listet auch nichtterroristische Anschläge. Die Liste von Flugzeugentführungen enthält eine Liste mit meist terroristischem Hintergrund. Im Artikel Rechtsterrorismus werden weitere terroristische Anschläge aufgezählt.

## Erläuterung
In der Spalte Politische Ausrichtung ist die politische bzw. weltanschauliche Einordnung der Täter angegeben: faschistisch, rassistisch, nationalistisch, nationalsozialistisch, sozialistisch, kommunistisch, antiimperialistisch, islamistisch (schiitisch, sunnitisch, deobandisch, salafistisch, wahhabitisch), hinduistisch. Bei vorrangig auf staatliche Unabhängigkeit oder Autonomie zielender Ausrichtung ist autonomistisch vorangestellt, gefolgt von der Region oder der Volksgruppe und ggf. weiteren Merkmalen der Täter: armenisch, irisch (katholisch), kurdisch, tirolisch, tschetschenisch, dagestanisch, punjabisch (sikhistisch), palästinensisch.
Die Opferzahlen der Anschläge werden farbig dargestellt:

## Januar
| Datum/Beginn      | Betroffenes Land | Anschlag                    | Täter            | Politische Ausrichtung              | Mittel                                     | Ziel          | Tote | Verletzte | Hintergrund                       |
| ----------------- | ---------------- | --------------------------- | ---------------- | ----------------------------------- | ------------------------------------------ | ------------- | ---- | --------- | --------------------------------- |
| 03. November 1990 | Kolumbien        | Anschlag in Valle del Cauca | ELN              | marxistisch-leninistisch            | Automatische Schusswaffe(n), Brandstiftung | Bus           | 3    | 20        | Bewaffneter Konflikt in Kolumbien |
| 06. November 1990 | Kolumbien        | Anschlag in Valle del Cauca | ELN              | marxistisch-leninistisch            | Brandstiftung                              | Bus           | 3    | 22        | Bewaffneter Konflikt in Kolumbien |
| 06. November 1990 | Kolumbien        | Anschlag in Valle del Cauca | ELN              | marxistisch-leninistisch            | Brandstiftung                              | Bus           | 3    | 22        | Bewaffneter Konflikt in Kolumbien |
| 15. Januar 1990   | Peru             | Anschlag in Ayacucho        | Leuchtender Pfad | marxistisch-leninistisch-maoistisch | Schrotflinte(n), Pistole(n)                | Dörfer        | 39   | 0         | Bewaffneter Konflikt in Peru      |
| 31. Januar 1990   | Afghanistan      | Anschlag in Kabul           |                  |                                     | Autobombe                                  | Medienagentur | 6    | 122       | Krieg in Afghanistan              |

## Februar
| Datum/Beginn     | Betroffenes Land | Anschlag                       | Täter                            | Politische Ausrichtung                                                                                      | Mittel                      | Ziel        | Tote | Verletzte | Hintergrund                  |
| ---------------- | ---------------- | ------------------------------ | -------------------------------- | --- | --------------------------- | ----------- | ---- | --------- | ---------------------------- |
| 03. Februar 1990 | Deutschland      | Anschlag in Essen              | RAF                              | antifaschistisch, antiimperialistisch, kommunistisch, maoistisch, marxistisch–leninistisch, antizionistisch | Sprengstoff                 | Bürogebäude | 0    | 3         |                              |
| 06. Februar 1990 | Indien           | Anschlag in Haldwani-Kathgodam |                                  | | Sprengstoff                 | Kino        | 5    | 36        |                              |
| 14. Februar 1990 | Mosambik         | Anschlag in Maputo             | Resistência Nacional Moçambicana | nationalistisch, konservativ                                                                                | Automatische Schusswaffe(n) | Zug         | 55   | 0         | Mosambikanischer Bürgerkrieg |
| 23. Februar 1990 | Peru             | Anschlag in Ayacucho           | Leuchtender Pfad                 | marxistisch-leninistisch-maoistisch                                                                         | Automatische Schusswaffe(n) | Milizionäre | 16   | 30        | Bewaffneter Konflikt in Peru |

## März
| Datum/Beginn  | Betroffenes Land | Anschlag               | Täter            | Politische Ausrichtung              | Mittel                                   | Ziel                              | Tote | Verletzte | Hintergrund                     |
| ------------- | ---------------- | ---------------------- | ---------------- | ----------------------------------- | ---------------------------------------- | --------------------------------- | ---- | --------- | ------------------------------- |
| 07. März 1990 | Indien           | Anschlag in Abohar     | Sikh-Extremisten |                                     | Automatische Schusswaffe(n), Sprengstoff | Markt                             | 20   | 30        |                                 |
| 09. März 1990 | El Salvador      | Anschlag in San Miguel | FMLN             | marxistisch-leninistisch            | Automatische Schusswaffe(n)              | Militäreinheit                    | 18   | 30        | Salvadorianischer Bürgerkrieg   |
| 14. März 1990 | Peru             | Anschlag in Junín      | Leuchtender Pfad | marxistisch-leninistisch-maoistisch | Automatische Schusswaffe(n)              |                                   | 20   | 0         | Bewaffneter Konflikt in Peru    |
| 15. März 1990 | Peru             | Anschlag in Junín      | Leuchtender Pfad | marxistisch-leninistisch-maoistisch | Automatische Schusswaffe(n)              | Dorf                              | 50   | 0         | Bewaffneter Konflikt in Peru    |
| 22. März 1990 | Myanmar          | Anschlag im Mon-Staat  | Mon-Guerillas    |                                     | Automatische Schusswaffe(n)              | Polizei- und Militärhauptquartier | 50   | 0         | Bewaffnete Konflikte in Myanmar |
| 23. März 1990 | Peru             | Anschlag in Lima       |                  |                                     | Autobombe                                | Wirtschaftsministerium            | 1    | 25        | Bewaffneter Konflikt in Peru    |

## April
| Datum/Beginn   | Betroffenes Land | Anschlag                | Täter                    | Politische Ausrichtung              | Mittel                      | Ziel                    | Tote | Verletzte | Hintergrund                   |
| -------------- | ---------------- | ----------------------- | ------------------------ | ----------------------------------- | --------------------------- | ----------------------- | ---- | --------- | ----------------------------- |
| 02. April 1990 | El Salvador      | Anschlag in La Libertad | FMLN                     | marxistisch-leninistisch            | Sprengstoff                 | Polizeitrainingszentrum | 6    | 27        | Salvadorianischer Bürgerkrieg |
| 03. April 1990 | Indien           | Anschlag in Batala      | Khalistan Commando Force | autonomistisch-sikhistisch          | Sprengstoff                 | Hindu-Prozession        | 32   | 50        |                               |
| 03. April 1990 | Pakistan         | Anschlag in Lahore      |                          |                                     | Sprengstoff                 | Markt                   | 4    | 22        |                               |
| 05. April 1990 | Indien           | Anschlag in Panipat     | Sikh-Extremisten         |                                     | Sprengstoff                 | Bus                     | 14   | 22        |                               |
| 06. April 1990 | Peru             | Anschlag in Junín       | Leuchtender Pfad         | marxistisch-leninistisch-maoistisch | Automatische Schusswaffe(n) | Dorf                    | 24   | 0         | Bewaffneter Konflikt in Peru  |
| 11. April 1990 | Indien           | Anschlag in Mumbai      | Mujahideen Kashmir       |                                     | Sprengstoff                 | Zug                     | 0    | 34        | Aufstand in Kaschmir          |
| 12. April 1990 | Peru             | Anschlag in Junín       | Leuchtender Pfad         | marxistisch-leninistisch-maoistisch | Automatische Schusswaffe(n) | Dorf                    | 50   | 0         | Bewaffneter Konflikt in Peru  |
| 12. April 1990 | Thailand         | Anschlag in Buntharik   |                          |                                     | Granate(n)                  |                         | 18   | 50        |                               |
| 13. April 1990 | Indien           | Anschlag in Neu-Delhi   |                          |                                     | Sprengstoff                 | Bus                     | 2    | 25        |                               |
| 13. April 1990 | Indien           | Anschlag in Uttarakhand | Bodo-Extremisten         | autonomistisch-sikhistisch          | Sprengstoff                 | Expresszug              | 12   | 42        | Bodoland-Konflikt             |
| 13. April 1990 | Peru             | Anschlag in San Martín  | Leuchtender Pfad         | marxistisch-leninistisch-maoistisch | Automatische Schusswaffe(n) | Dorf                    | 23   | 0         | Bewaffneter Konflikt in Peru  |
| 16. April 1990 | Bangladesch      | Anschlag in Chittagong  | Shanti Bahini            | autonomistisch                      | Automatische Schusswaffe(n) | Holzfäller              | 20   | 3         |                               |
| 18. April 1990 | Pakistan         | Anschlag in Parachinar  |                          |                                     | Sprengstoff                 | Schulbus                | 3    | 28        |                               |
| 19. April 1990 | Indien           | Anschlag in Pathankot   | Babbar Khalsa            | autonomistisch-sikhistisch          | Sprengstoff                 | Bus                     | 13   | 42        |                               |
| 30. April 1990 | Indien           | Anschlag in Neu-Delhi   | BTFK                     | autonomistisch-sikhistisch          | Sprengstoff                 | Bus                     | 4    | 25        |                               |

## Mai
| Datum/Beginn | Betroffenes Land       | Anschlag                | Täter                            | Politische Ausrichtung            | Mittel                      | Ziel                    | Tote | Verletzte | Hintergrund                  |
| ------------ | ---------------------- | ----------------------- | -------------------------------- | --------------------------------- | --------------------------- | ----------------------- | ---- | --------- | ---------------------------- |
| 03. Mai 1990 | Philippinen            | Anschlag in Quezon City |                                  |                                   | Sprengstoff                 | Wohnviertel             | 0    | 20        |                              |
| 06. Mai 1990 | Pakistan               | Anschlag nahe Lahore    |                                  |                                   | Sprengstoff                 | Expresszug              | 15   | 50        |                              |
| 09. Mai 1990 | Indien                 | Anschlag in Amritsar    |                                  |                                   | Sprengstoff                 | Bushaltestelle          | 3    | 25        |                              |
| 12. Mai 1990 | Mosambik               | Anschlag in Maputo      | Resistência Nacional Moçambicana | nationalistisch, konservativ      | Automatische Schusswaffe(n) | Zug                     | 18   | 53        | Mosambikanischer Bürgerkrieg |
| 16. Mai 1990 | Vereinigtes Königreich | Anschlag in London      | PIRA                             | autonomistisch, irisch-katholisch | Sprengsatz                  | Soldaten in Minibus     | 1    | 4         | Nordirlandkonflikt           |
| 19. Mai 1990 | Senegal                | Anschlag in Ziguinchor  | MFDC                             | nationalistisch                   | Granate                     | Religiöse Veranstaltung | 2    | 50        | Casamance-Konflikt           |
| 22. Mai 1990 | Südafrika              | Anschlag nahe Durban    |                                  |                                   | Brandstiftung               | Bus                     | 2    | 26        |                              |
| 28. Mai 1990 | Sowjetunion            | Anschlag in Jerewan     | Armenische Extremisten           |                                   | Automatische Schusswaffe(n) | Polizeikaserne          | 15   | 43        |                              |
| 31. Mai 1990 | Pakistan               | Anschlag in Karatschi   | Muttahida-Qaumi-Bewegung         | nationalistisch, liberal          | Automatische Schusswaffe(n) | Bushaltestelle          | 21   | 35        |                              |

## Juni
| Datum/Beginn  | Betroffenes Land       | Anschlag                    | Täter            | Politische Ausrichtung                            | Mittel                      | Ziel                                      | Tote    | Verletzte | Hintergrund                                       |
| ------------- | ---------------------- | --------------------------- | ---------------- | ------------------------------------------------- | --------------------------- | ----------------------------------------- | ------- | --------- | ------------------------------------------------- |
| 02. Juni 1990 | Tschechoslowakei       | Anschlag in Prag            |                  |                                                   | Sprengstoff                 |                                           | 0       | 20        |                                                   |
| 04. Juni 1990 | Indien                 | Anschlag in Patiala         | Sikh-Extremisten |                                                   | Sprengstoff                 | Hindu-Tempel                              | 4       | 26        |                                                   |
| 10. Juni 1990 | Indien                 | Anschlag in Barpeta         | Bodo-Extremisten | autonomistisch-sikhistisch                        | Sprengstoff                 | Bus                                       | 8       | 28        | Bodoland-Konflikt                                 |
| 10. Juni 1990 | Türkei                 | Anschlag in Mardin          | PKK              | autonomistisch, kurdisch-sozialistisch            | Automatische Schusswaffe(n) | Stadt                                     | 20      | 0         | Konflikt zwischen der Republik Türkei und der PKK |
| 10. Juni 1990 | Vereinigtes Königreich | Anschlag in London          | IRA              | autonomistisch, irisch-republikanisch, katholisch | Sprengstoff                 | Militärhauptquartier                      | 0       | 17        | Nordirlandkonflikt                                |
| 11. Juni 1990 | Sri Lanka              | Anschläge in der Ostprovinz | LTTE             | autonomistisch, tamilisch-sozialistisch           | Automatische Schusswaffen   | Polizeistationen, unbewaffnete Polizisten | 600–774 | 1         | Bürgerkrieg in Sri Lanka                          |
| 19. Juni 1990 | Sri Lanka              | Anschlag in Chennai         | LTTE             | autonomistisch, tamilisch-sozialistisch           | Automatische Schusswaffe(n) | Parteibüro                                | 16      | 20        | Bürgerkrieg in Sri Lanka                          |
| 21. Juni 1990 | Sri Lanka              | Anschlag nahe Jaffna        | LTTE             | autonomistisch, tamilisch-sozialistisch           | Automatische Schusswaffe(n) | Militärflughafen                          | 6       | 27        | Bürgerkrieg in Sri Lanka                          |
| 26. Juni 1990 | Peru                   | Anschlag in Huánuco         | Leuchtender Pfad | marxistisch-leninistisch-maoistisch               | Automatische Schusswaffe(n) | Dorf                                      | 34      | 0         | Bewaffneter Konflikt in Peru                      |

## Juli
| Datum/Beginn  | Betroffenes Land | Anschlag                            | Täter                     | Politische Ausrichtung                        | Mittel                      | Ziel                      | Tote | Verletzte | Hintergrund                  |
| ------------- | ---------------- | ----------------------------------- | ------------------------- | --------------------------------------------- | --------------------------- | ------------------------- | ---- | --------- | ---------------------------- |
| 06. Juli 1990 | Südafrika        | Anschlag in Johannesburg            | Blanke Bevrydingsbeweging | nationalistisch, neonazistisch, antisemitisch | Sprengstoff                 | Bushaltestelle, Taxistand | 0    | 27        |                              |
| 08. Juli 1990 | Indien           | Anschlag in Punjab                  |                           |                                               | Sprengstoff                 | Gemüsemarkt               | 0    | 24        |                              |
| 13. Juli 1990 | Sri Lanka        | Anschlag in der Nordostprovinz      | LTTE                      | autonomistisch, tamilisch-sozialistisch       | Automatische Schusswaffe(n) | 3 Busse                   | 35   | 0         | Bürgerkrieg in Sri Lanka     |
| 14. Juli 1990 | Südafrika        | Anschlag in Roodepoort              |                           |                                               | Sprengstoff                 | Hotel                     | 1    | 21        |                              |
| 17. Juli 1990 | Peru             | Anschlag in Ancash                  | Leuchtender Pfad          | marxistisch-leninistisch-maoistisch           | Automatische Schusswaffe(n) | Dorf                      | 72   | 0         | Bewaffneter Konflikt in Peru |
| 21. Juli 1990 | Indien           | Anschlag in Bidar                   |                           |                                               | Sprengstoff                 | Kino                      | 12   | 50        |                              |
| 26. Juli 1990 | Sri Lanka        | Anschlag in der Nord-Zentralprovinz | LTTE                      | autonomistisch, tamilisch-sozialistisch       | Pistole(n), Messer          | Dorf                      | 21   | 0         | Bürgerkrieg in Sri Lanka     |

## August
| Datum/Beginn    | Betroffenes Land | Anschlag                   | Täter                       | Politische Ausrichtung                                                                       | Mittel                                   | Ziel             | Tote | Verletzte | Hintergrund                  |
| --------------- | ---------------- | -------------------------- | --------------------------- | -------------------------------------------------------------------------------------------- | ---------------------------------------- | ---------------- | ---- | --------- | ---------------------------- |
| 02. August 1990 | Libanon          | Anschlag in Tyros          | vermutlich Hisbollah        | islamisch-nationalistisch, antizionistisch, antiimperialistisch, antiwestlich, antisemitisch | Sprengstoff                              | Milizgebäude     | 8    | 45        | Libanesischer Bürgerkrieg    |
| 03. August 1990 | Pakistan         | Anschlag in Shujabad       |                             |                                                                                              | Sprengstoff                              | Islamische Feier | 9    | 80        |                              |
| 03. August 1990 | Sri Lanka        | Anschlag in Kattankudy     | vermutlich LTTE             | autonomistisch, tamilisch-sozialistisch                                                      | Automatische Schusswaffe(n)              | Moscheen         | 147+ | 100       | Bürgerkrieg in Sri Lanka     |
| 07. August 1990 | Sri Lanka        | Anschlag in Jaffna         | LTTE                        | autonomistisch, tamilisch-sozialistisch                                                      | Automatische Schusswaffe(n)              | Militäreinheit   | 33   | 0         | Bürgerkrieg in Sri Lanka     |
| 07. August 1990 | Sri Lanka        | Anschlag in Ampara         | LTTE                        | autonomistisch, tamilisch-sozialistisch                                                      | Automatische Schusswaffe(n)              | Dorf             | 30   | 0         | Bürgerkrieg in Sri Lanka     |
| 08. August 1990 | Sri Lanka        | Anschlag in Trincomalee    | LTTE                        | autonomistisch, tamilisch-sozialistisch                                                      | Automatische Schusswaffe(n)              | Bus              | 27   | 0         | Bürgerkrieg in Sri Lanka     |
| 08. August 1990 | Sri Lanka        | Anschlag in der Südprovinz | LTTE                        | autonomistisch, tamilisch-sozialistisch                                                      | Automatische Schusswaffe(n), Schwert(er) | Dorf             | 30   | 0         | Bürgerkrieg in Sri Lanka     |
| 11. August 1990 | Sri Lanka        | Anschlag nahe Eravur       | LTTE                        | autonomistisch, tamilisch-sozialistisch                                                      | Automatische Schusswaffen, Äxte, Messer  | Dorf/Dörfer      | 125  | 0         | Bürgerkrieg in Sri Lanka     |
| 13. August 1990 | Sri Lanka        | Anschlag in Mannar         | LTTE                        | autonomistisch, tamilisch-sozialistisch                                                      | Automatische Schusswaffe(n)              | Militäreinheit   | 26   | 0         | Bürgerkrieg in Sri Lanka     |
| 14. August 1990 | Indien           | Anschlag in Delhi          |                             |                                                                                              | Sprengstoff                              | Hindu-Festival   | 4    | 20        |                              |
| 14. August 1990 | Peru             | Anschlag in San Martín     | Leuchtender Pfad            | marxistisch-leninistisch-maoistisch                                                          | Automatische Schusswaffe(n)              | Militäreinheit   | 40   | 0         | Bewaffneter Konflikt in Peru |
| 14. August 1990 | Sri Lanka        | Anschlag in der Ostprovinz | Muslimische Extremisten     |                                                                                              | Automatische Schusswaffe(n), Axt/Äxte    | Dorf             | 44   | 0         | Bürgerkrieg in Sri Lanka     |
| 14. August 1990 | Sri Lanka        | Anschlag in Batticaloa     | Muslimische Extremisten     |                                                                                              | Automatische Schusswaffe(n), Axt/Äxte    | Dorf             | 40   | 0         | Bürgerkrieg in Sri Lanka     |
| 15. August 1990 | Indien           | Anschlag in Delhi          | vermutlich Sikh-Extremisten |                                                                                              | Sprengstoff                              | Hindu-Tempel     | 5    | 23        |                              |
| 17. August 1990 | Angola           | Anschlag in Cabinda        | UNITA                       | konservativ, angolanisch-nationalistisch, christlich-demokratisch, maoistisch                | Automatische Schusswaffe(n)              | Militärkonvoi    | 23   | 0         | Bürgerkrieg in Angola        |
| 17. August 1990 | Spanien          | Anschlag in Burgos         | vermutlich ETA              | autonomistisch, baskisch-nationalistisch                                                     | Autobombe                                | Polizeistation   | 0    | 20        | ETA-Konflikt                 |
| 18. August 1990 | Indien           | Anschlag in Uttar Pradesh  | Sikh-Extremisten            |                                                                                              | Sprengstoff                              | Kino             | 2    | 45        |                              |
| 20. August 1990 | Angola           | Anschlag in Bié            | UNITA                       | konservativ, angolanisch-nationalistisch, christlich-demokratisch, maoistisch                | Automatische Schusswaffe(n)              | Dorf             | 42   | 0         | Bürgerkrieg in Angola        |
| 22. August 1990 | Pakistan         | Anschlag in Karatschi      |                             |                                                                                              | Automatische Schusswaffe(n)              | MQM-Lager        | 21   | 25        |                              |
| 24. August 1990 | Uganda           | Anschlag in Lira           |                             |                                                                                              | Automatische Schusswaffe(n)              | Zug              | 6    | 20        |                              |
| 30. August 1990 | Pakistan         | Anschlag in Punjab         |                             |                                                                                              | Sprengstoff                              | Markt            | 0    | 25        |                              |
| 30. August 1990 | Pakistan         | Anschlag in Faisalabad     |                             |                                                                                              | Sprengstoff                              | Markt            | 3    | 26        |                              |

## September
| Datum/Beginn       | Betroffenes Land       | Anschlag                      | Täter                       | Politische Ausrichtung                                                        | Mittel                                   | Ziel           | Tote | Verletzte | Hintergrund                  |
| ------------------ | ---------------------- | ----------------------------- | --------------------------- | ----------------------------------------------------------------------------- | ---------------------------------------- | -------------- | ---- | --------- | ---------------------------- |
| 03. September 1990 | Angola                 | Anschlag in Uíge              | UNITA                       | konservativ, angolanisch-nationalistisch, christlich-demokratisch, maoistisch | Automatische Schusswaffe(n)              | Dorf           | 35   | 150       | Bürgerkrieg in Angola        |
| 04. September 1990 | Indien                 | Anschlag in Assam             | Bodo-Extremisten            | autonomistisch-sikhistisch                                                    | Sprengstoff                              | Bus            | 20   | 36        | Bodoland-Konflikt            |
| 05. September 1990 | Vereinigtes Königreich | Anschlag in Loughgall         | IRA                         | autonomistisch, irisch-republikanisch, katholisch                             | Sprengstoff                              | Polizeistation | 0    | 7         | Nordirlandkonflikt           |
| 10. September 1990 | Südafrika              | Anschlag in Katlehong         | Zulu-Extremisten            |                                                                               | Speer(e), Messer, Pistole(n)             |                | 21   | 100       |                              |
| 11. September 1990 | Indien                 | Anschlag in Jammu und Kashmir |                             |                                                                               |                                          | Polizeieinheit | 20   | 0         | Aufstand in Kaschmir         |
| 26. September 1990 | Peru                   | Anschlag in San Martín        | vermutlich Leuchtender Pfad | marxistisch-leninistisch-maoistisch                                           | Automatische Schusswaffe(n), Sprengstoff | Polizeistation | 3    | 20        | Bewaffneter Konflikt in Peru |
| 29. September 1990 | Vereinigtes Königreich | Anschlag in Castlederg        |                             |                                                                               | Sprengstoff                              | Fahrzeug       | 0    | 1         | Nordirlandkonflikt           |

## Oktober
| Datum/Beginn     | Betroffenes Land       | Anschlag                           | Täter                        | Politische Ausrichtung                            | Mittel                      | Ziel           | Tote | Verletzte | Hintergrund                           |
| ---------------- | ---------------------- | ---------------------------------- | ---------------------------- | ------------------------------------------------- | --------------------------- | -------------- | ---- | --------- | ------------------------------------- |
| 08. Oktober 1990 | Israel                 | Anschlag in Jerusalem              | Palästinensische Extremisten |                                                   | Steine                      | Tempelberg     | 21   | 115       | Israelisch-Palästinensischer Konflikt |
| 09. Oktober 1990 | Japan                  | Anschlag in Osaka                  |                              |                                                   | Brandstiftung               | Polizeieinheit | 0    | 106       |                                       |
| 09. Oktober 1990 | Südafrika              | Anschlag in KwaMashu               |                              |                                                   | Automatische Schusswaffe(n) | Bus            | 6    | 27        |                                       |
| 10. Oktober 1990 | Indien                 | Anschlag in Hyderabad              | PWG                          | marxistisch-leninistisch-maoistisch               | Brandstiftung               | Passagierzug   | 47   | 14        | Naxalitenaufstand                     |
| 11. Oktober 1990 | Spanien                | Anschlag in Santiago de Compostela | EGPGC                        | autonomistisch-galicisch                          | Sprengstoff                 | Diskothek      | 3    | 40        |                                       |
| 15. Oktober 1990 | Peru                   | Anschlag in Lima                   | Leuchtender Pfad             | marxistisch-leninistisch-maoistisch               | Landmine                    | Militär-Lkw    | 20   | 0         | Bewaffneter Konflikt in Peru          |
| 24. Oktober 1990 | Vereinigtes Königreich | Anschlag in Newry                  | IRA                          | autonomistisch, irisch-republikanisch, katholisch | Autobombe                   | Kontrollpunkt  | 1    | 10        | Nordirlandkonflikt                    |
| 24. Oktober 1990 | Vereinigtes Königreich | Anschlag in Derry                  | IRA                          | autonomistisch, irisch-republikanisch, katholisch | Autobombe                   | Kontrollpunkt  | 5    | 16        | Nordirlandkonflikt                    |

## November
| Datum/Beginn      | Betroffenes Land       | Anschlag              | Täter   | Politische Ausrichtung                                             | Mittel                      | Ziel                              | Tote | Verletzte | Hintergrund                       |
| ----------------- | ---------------------- | --------------------- | ------- | ------------------------------------------------------------------ | --------------------------- | --------------------------------- | ---- | --------- | --------------------------------- |
| 10. November 1990 | Kolumbien              | Anschlag in Antioquia | FARC-EP | marxistisch-leninistisch, bolivarianistisch, links-nationalistisch | Automatische Schusswaffe(n) | Militärstützpunkt, Polizeistation | 25   | 8         | Bewaffneter Konflikt in Kolumbien |
| 12. November 1990 | Vereinigtes Königreich | Anschlag in Armagh    | IRA     | autonomistisch, irisch-republikanisch, katholisch                  | Landmine                    | Polizeifahrzeug                   | 0    | 2         | Nordirlandkonflikt                |
| 27. November 1990 | El Salvador            | Anschlag in Usulután  | FMLN    | marxistisch-leninistisch                                           | Automatische Schusswaffe(n) | Militäreinheit                    | 15   | 25        | Salvadorianischer Bürgerkrieg     |

## Dezember
| Datum/Beginn      | Betroffenes Land       | Anschlag                   | Täter | Politische Ausrichtung                            | Mittel                                   | Ziel                                | Tote | Verletzte | Hintergrund                                          |
| ----------------- | ---------------------- | -------------------------- | ----- | ------------------------------------------------- | ---------------------------------------- | ----------------------------------- | ---- | --------- | ---------------------------------------------------- |
| 03. Dezember 1990 | Philippinen            | Anschlag in Cotabato       |       |                                                   | Automatische Schusswaffe(n)              | Militäreinheit                      | 0    | 20        |                                                      |
| 05. Dezember 1990 | Haiti                  | Anschlag in Port-au-Prince |       |                                                   | Automatische Schusswaffe(n), Sprengstoff | Parteitreffen, Religiöse Kundgebung | 12   | 104       |                                                      |
| 10. Dezember 1990 | El Salvador            | Anschlag in Chalatenango   | FMLN  | marxistisch-leninistisch                          | Automatische Schusswaffe(n)              | Militäreinheiten                    | 96   | 0         | Salvadorianischer Bürgerkrieg                        |
| 11. Dezember 1990 | El Salvador            | Anschlag in San Miguel     | FMLN  | marxistisch-leninistisch                          | Automatische Schusswaffe(n)              | Militäreinheit                      | 41   | 8         | Salvadorianischer Bürgerkrieg                        |
| 13. Dezember 1990 | Philippinen            | Anschlag in Bansalan       | NPA   | marxistisch-leninistisch-maoistisch               | Automatische Schusswaffe(n)              | Militäreinheit                      | 20   | 0         | Kommunistischer Revolutionskampf auf den Philippinen |
| 27. Dezember 1990 | Vereinigtes Königreich | Anschlag in Belfast        | IRA   | autonomistisch, irisch-republikanisch, katholisch | Sprengstoff                              | Polizeistation                      | 0    | 2         | Nordirlandkonflikt                                   |